# West Africa Football Union
     Zona A
     Zona B

Zona A
Zona B

La West Africa Football Union acronimo WAFU (in francese Union des Fédérations Ouest-Africaines de Football, acronimo UFOA, in portoghese União das Federações Oeste Africanas, in italiano Unione Calcistica dell'Africa Occidentale), è un'associazione di nazionali di calcio dell'Africa occidentale. La WAFU è anche affiliata con la CAF. È stato il frutto della Federcalcio senegalese che ha chiesto che le nazioni appartenenti alla CAF di zona A e B si incontrino e in possesso di un regolare torneo competitivo. Il sindacato organizza numerose competizioni tra cui la Coppa WAFU e nel 2008 ha organizzato un Campionato under-20 WAFU.

## Gli attuali membri
L'unione è stata fondata nel 1975 con tutti i membri attuali, ma nel 2011 la CAF ha deciso di dividerla in due zone, citando "i problemi organizzativi che deve affrontare la WAFU".
La Mauritania è l'unico membro WAFU ad essere anche un membro della Union of Arab Football Associations.

### Zona A
La Zona A ha 9 membri:
| Paese         | Anno | Organo di governo                                             | Capitano della squadra nazionale |
| ------------- | ---- | ------------------------------------------------------------- | -------------------------------- |
| Capo Verde    | 1975 | Federação Caboverdiana de Futebol                             | Nando                            |
| Gambia        | 1975 | Gambia Football Association                                   | Pa Dembo Touray                  |
| Guinea        | 1975 | Fédération Guinéenne de Football                              | Kamil Zayatte                    |
| Guinea-Bissau | 1975 | Federação de Futebol da Guiné-Bissau                          | Sconosciuto                      |
| Liberia       | 1975 | Liberia Football Association                                  | George Gebro                     |
| Mali          | 1975 | Fédération Malienne de Football                               | Seydou Keita                     |
| Mauritania    | 1975 | Fédération de Football de la Républic Islamique de Mauritanie | Sconosciuto                      |
| Senegal       | 1975 | Fédération Sénégalaise de Football                            | Papiss Cissé                     |
| Sierra Leone  | 1975 | Sierra Leone Football Association                             | Ibrahim Kargbo                   |

### Zona B
La Zona B ha 7 membri:
| Paese          | Anno | Organo di governo                 | Capitano della squadra nazionale |
| -------------- | ---- | --------------------------------- | -------------------------------- |
| Benin          | 1975 | Fédération Béninoise de Football  | Stéphane Sessègnon               |
| Burkina Faso   | 1975 | Fédération Burkinabé de Football  | Moumouni Dagano                  |
| Costa d'Avorio | 1975 | Fédération Ivoirienne de Football | Didier Drogba                    |
| Ghana          | 1975 | Ghana Football Association        | Sulley Muntari                   |
| Niger          | 1975 | Fédération Nigerienne de Football | Ouwo Moussa Maâzou               |
| Nigeria        | 1975 | Nigeria Football Federation       | Joseph Yobo                      |
| Togo           | 1975 | Fédération Togolaise de Football  | Serge Akakpo                     |

## Presidenti
Attuale presidente del sindacato è in realtà Amos Adamu, ma è stato squalificato per tre anni dalla attività calcistica dalla FIFA sui crediti di compravendita dei voti per le offerte del Campionato mondiale di calcio 2018 e del Campionato mondiale di calcio 2022. Kwesi Nyantakyi è stato nominato presidente ad interim in assenza di Adamu. Adamu da allora ha fatto appello per il divieto al Tribunale Arbitrale dello Sport.
- K. Tandoh (1975–1977)
- Seyi Memene (1977–1984)
- Abdoulaye Fofana (1984–1988)
- Jonathan Boytie Ogufere (1988–1994)
- Dieng Ousseynou (1994–1999)
- Abdulmumini Aminu (1999–2002)
- El Hadji Malick Sy (2002–2004)
- Jacques Anouma (2004–2008)
- Amos Adamu (2008–2010)
- Kwesi Nyantakyi (interim; 2011–presente)